# محله بلگرانو C

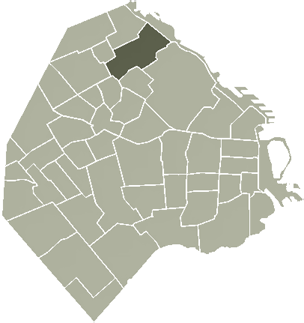

محله بلگرانو C بخشی از محله بلگرانو در شهر بوئنوس آیرس آرژانتین را تشکیل می‌دهد و به‌طور رسمی به عنوان یکی از ۴۸ محله بوئنوس آیرس شناخته نمی‌شود. "C" مخفف "Central" است، در مقابل "R" که مخفف "Residential" است. شهر بلگرانو در سال ۱۸۵۵ به عنوان یک نقطه میانی بین شهر بوئنوس آیرس و شهر سن ایسیدرو در زمینی که از فرماندار سابق خوان مانوئل دو روزاس مصادره گردید ایجاد شد.